# ساري
ساري من المدن القديمة في إيران في شمال جبال البرز وهي عاصمة محافظة مازندران. بلغ عدد سكانها سنة 2016 م 347402 وتقدر مساحتها ب 5089 كيلومترا مربعا.

## ساري في مسار التاريخ
عن طريق التنقيب في كهف هوتو وكهف كمربند أمكان اٍيجاد المستوطنات التي تعود لألاف السنين قبل الميلاد (أكثر من 75.000 سنة قبل الميلاد) ومن ذلك ثلاث هياكل عظمية للاٍنسان. 	
قد كشفت عن نمط حياة الإنسان البدائي في ثلاث فترات متصلة بالعصور الحجرية. المؤرخ المسلم حمد الله مستوفي أرجع تأسيس مدينة ساري للملك طهمورث ديفباند من سلالة بيشدادي.
الفردوسي ذكر اٍسم المدينة في كتاب شاهنامه في عصر فريدون ومنوشهر عندما عاد منوشهر إلى عاصمة فريدون. تاميشاح في مازندران، بعد فوزه على سالم وتر.
من هذه الأدلة وغيرها من الأدلة المماثلة في شاهنامة، لدى سكان ساري فلكلور يبين قيام كاوه الحداد (مواطن من هذه المدينة) بالثورة ضد طغيان الضحاك. بعد هذا النجاح، فريدون البيشدادي شعر بأنه مدين لكاوه الحداد، فاختار هذه المدينة وذلك ليعيش بالقرب منه حتى وفاته. من أجل هذا، عندما قام توراج وسلام بقتل ايراج (اٍبن فريدون)، دفنوه هنا. ويعتبر معظم الناس أن الاٍبن الأكبر لفريدون هو الذي أسسها كمدينة. ومع ذلك، يعتبر المؤرخون اليونان بأنها تعود للقرن السادس قبل الميلاد (سلالة الأخمينيون) عندما سجلت بأنها زدراكارتا (اٍسم فارسي)، والتي دمرها الإسكندر الأكبر. بعد هذا، توجه لبناء مدينة جديدة تدعى «سيرانكس» سماها على قائد جيشه. كانت المدينة عاصمة اٍقليمية في عهد سلالة الساسانيين.

## عن ساري
أشهر معالم ساري برج الساعة في ساحه الساعة الذي يقع في وسط سوق ساري، كما تضم ساري أضرحة كثير من رواد المسلمين يحيى وزين العابدين وغيرها من المعالم الأثرية التي تجتدب اٍليها زوار كثر.

## الاقتصاد
يقوم اقتصاد ساري علي المنتجات الغذائيه مثل الكوكا، طحن الارز، الزبادي، دوغ (شراب الزبادي)، اللحوم والحبوب الزيتية وصناعه التعليب والقرميد والفخار والآجر القاسي وتصدير الفواكه خصوصا البرتقال والليمون.
أسعار العقارات في ساري متغيرة بشكل كبير وهذا يسمح لمعظم السكان باٍمتلاك منازلهم. لكن معظم الأحياء مكلفة بسبب جوها اللطيف. وتتباين أسعار الأراضي ما بين 220 د أ للمتر المربع الواحد لأكثر من 11,000 د أ للمتر المربع الواحد.

## المناخ
ساري في عام 2005-2006 سجلة معلومات إحصائية حول الطقس، بالمقارنة مع مدينة مازندران، تبين أن ساري لها مناخ
معتدل. لكنها اٍلى حد ما مشمسة مع أمطار ربيعية. بيد أن هطول الأمطار في ساري قد انخفض مؤخرا.

## أحياء ساري
تضم ساري الأحياء الرئيسية التالية :
آزادغله، باقر آباد، البربري محلًه، وسوق نرغيسيه، وسوق روز، شنار بن، غل افشان، غولما، كوي ازادي، كوي دادغوستري، كوي دانشغاه، كوي جهاد، غلها، كوي كارمندان، كوي مهيار، ميرسروروضه، غیلیج، ليساني، مهدي آباد، ميرزا زماني، نعلبندان، الا تيكيه، بشت زندان،  نيمه شعبان، راهبند دوخانيات، راهبند سنغ تراشان، غني وبين العرب، سروینه باغ،  السيد الشهداء، شفاء، شهبند، شازده حسين، شكار آباد، تبريستان، تفكولي، تركي محلًه، تركمن محلًه.

## الأحياء القديمة لساري
تغير هيكل المدينة القديمة لساري في أول عهد بهلوي، اٍنشاء سبل جديدة وشوارع في وسط المدينة وهي موجودة من تلك الحقبة.
في حقبة سلالة القجر، اٍشتهرت ساري بالأحياء التالية:
افغون مله، والبهار آباد، بلوجي خيل، بلوجي محلًه، بيراميتر (بهرام اتر)، دار المسجد، اصفهوني محلًه، كهنه باغ شاه، كورد محلًه، مير مشهد محلًه، ميرسر روضه، نعلبندان، نقاره خانه، اوصانلو محلًه، باي شنار، غلیج محلًه، سبزه ميدان، شازده حسين، شيبيش كوشان، شيشه غر محلًه.

## الهاتف الرموز
رمز ساري الهاتفي هو 151 (من خارج اٍيران + 098151) كما أن لساري رموز داخلية كما هو مبين، الرموز الداخلية هي الأرقام الثلاثة الأولى من كل رقم هاتف مكون من سبعة أصلا (مثلا **** 221) وفي نفس المثال للاٍتصال من خارج اٍيران (**** 098151221).

## السكان
الكثافة السكانيه في بعض الأحياء في وسط المدينة (على سبيل المثال : ميرزا زماني) أكبر من 20,000 لكل كيلومتر مربع، نلاحظ أنه قبل عام 1950، عدد سكان المدينة خلال فصل الصيف كانت أقل مما كان عليه في الشتاء. وهذا أثر على الاٍحصاءات، نعلم أن التقديرات التي أجريت خلال فصل الصيف تكون غير دقيقة.
- 1808 = 21,000 نسمة
- 1827 = 19,000 نسمة
- 1832 = 20,000 نسمة
- 1850 = 15,000 نسمة
- 1856 = 9,000 نسمة
- 1872 = 15,500 نسمة
- 1874 = 16,000 نسمة
- 1883 = 16,100 نسمة
- 1905 = 25,000 نسمة
- 1923 = 35,000 نسمة
- 1956 = 26,278 نسمة
- 1966 = 44,547 نسمة
- 1976 = 70,753 نسمة
- 1986 = 141,020 نسمة
- 1996 = 195,882 نسمة
- 2006 = 262,627 نسمة
- 2008 = 300,000 نسمة

## شعبا وثقافه
يطلق اٍسم ساريان على سكان ساري، وهم مزيج من السكان الأصليين مازندرانيون. ساري، فضلا عن مناطق أخرى في شمال إيران، معروفة بحسن ضيافتها. معظم مقيميها يتكلمون مازندرانية. تتحدث اللغات المحلية في الأحياء، لكن الجميع تقريبا يفهم ويستخدم الفارسية كلغة ثانية.

## النقل
الجوي في ساري مطار دولي، يقوم بأربع رحلات يوميا في الصيف وستة أسبوعا في باقي الفصول
السكك الحديدية المدينة مربوطة بطهران وجرجان.
القوارب ميناء أمير اباد يقع على الساحل الجنوبي لبحر مازندران.
السيارات الطرق السريعة المحلية كانت تطورة جدا بعد الحرب العراقية الإيرانية. ساري منطقة تقع على الطريق السريع 62،
الحافلة هناك خمس محطات للحافلات، ولكن واحدة فقط، المحطة الطرفية دولت، تحظى باشعبية. الآخرى تخدم المدن التي تقع داخل ساري على بعد 150 كم: جرجان، نوشهر، كياسار وشالووس، الخ.

## العراء
للمدينة جو منعش وطبيعه خلابة. معظم الأماكن الرئيسية التي تحظى بالاٍهتمام مدرجة أدناه :
- ساحل فرح آباد
- ساحل جوهر باران
- ساحل الکویت الدریا
- ساحل خيزر شهر
- القرية السياحية دهكده آرامش
- حديقة نهر داغان
- حديقة غابة زارع
- حديقة غابة سالاردره
- الحديقة الوطنية دشت ناز
- بحيرة نيماشون
- بحيرة سليمان تنجه
- حديقة عباسي (بهشهر)

## الكليات والجامعات
على عكس اليوم، ساري كانت من المدن الأكثر تحضرا في تاريخ إيران. المعرفة العلمية لسافاريس سجلت على مر التاريخ والتي سجلها بيترو ديلا فالي وغيره من الزوار المشهورين. 
- جامعه الزراعية
- جامعه العلوم الطبية مازندران
- جامعة العلوم الطبيعية
- جامعه ازاد الإسلامية ساري
- جامعه الامام محمد باقر التكنولوجيا
- جامعه ساريان
- جامعه التقنية والهندسة (خليل مقدم)

## الرياضة
هناك العديد من المجمعات الرياضية في ساري، ولكن معظمها ليس لديها مرافق كاملة. الأكثر شعبية هو المركب الرياضي جهان بهلوان تختي، الذي يقع على شارع فرهنك ؛ المركب الرياضي هاشمي نسب، الذي يقع على جانب السكك الحديدية من الطريق السريع; 	
و المجمع الرياضي منتظري، الذي يقع في شهبند. الساري لديها اٍستاد متقي لكرة القدم، لكن نادرا ما يتم استخدامه.

### المصارعة
ساري هي مسقط رأس المصارعين الأكثر شعبيه في العالم وتستضيف منافسات المصارعة العالمة فی 2006. 
المصارعون أدناه قد فازوا بلقب بطل العالم عديد المراة وهم معروفون دوليا.
- عسگری محمدیان
- علي بانيكالايي
- سید مراد محمدی پهنه کلایی
- مجيد توركان
- تاغي داداشي
- علي راميزان خدر
- علي أكبر بيرزاده
- علي باهنك أليي

## الثقافة والترفيه
على الرغم من أن ساري هو المكان الأكثر أهمية ثقافية في شمال إيران، الزلازل وغيرها من الأسباب دمرت معظم مبانيه الثقافية. 
حتى الآن لا تزال ساري توصف بأنها مدينة الصفا (مدينة القفزة).

## الاماكن الدينية

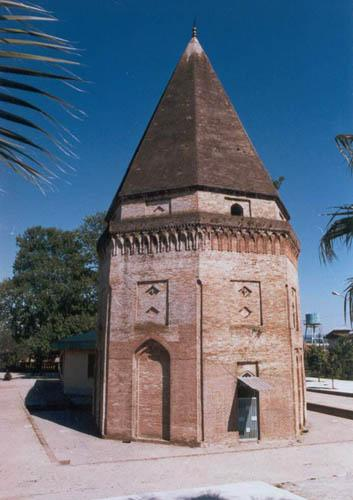
ضريح اٍمام زاده عباس، يقع في القسم الشرقي من ساري، مازندران

- ايمامزاده يحيي (ابن اللورد موسي بن جعفر)
- ايمامزاده عباس (ابن اللورد موسي بن جعفر)
- ايمامزاده عبد إله كولا
- مسجد جامي علي المسجد (مبني قبل الإسلام جبر الشعب فيها الكثير من الأهمية الملوك والأبطال مثل فارس وأدت الجولة السلام فريدون، سهراب (ابن رستم) في ذكر الفردوسي شاهنامه دفن بالقرب من هذا المكان.)
- إمام سجاد مسجد (فی الاسبق : شاه غازي، أولا مرقد إعلاء الدولة لكن المدرسة رستم شاه غازي في إعادة تسميتها - غزنوي العصر)
- حاج مصطفي الخان مسجد (سورتيجي)
- الملا المجدين مكان
- شازده حسين المكان
- المکان الزیارة فی بهنه کلا.

## مرجع
1. 1 2   https://fa.wikipedia.org/wiki/%D9%BE%DB%8C%D8%B4%DB%8C%D9%86%D9%87_%D8%B3%D8%A7%D8%B1%DB%8C. {{استشهاد ويب}}: |url= بحاجة لعنوان (مساعدة) والوسيط |title= غير موجود أو فارغ (من ويكي بيانات) (مساعدة)
2. 1 2 3 4  GeoNames (بالإنجليزية), 2005, QID:Q830106
3. 1 2 3 4 5  "جمعیت به تفکیک تقسیمات کشوری" (بالفارسية). اطلع عليه بتاريخ 2023-10-29.
4. 1 2   http://www.tabarestan.info/ketabxane/1armun/armun15.pdf. {{استشهاد ويب}}: |url= بحاجة لعنوان (مساعدة) والوسيط |title= غير موجود أو فارغ (من ويكي بيانات) (مساعدة)
5. 1 2   https://www.farsnews.ir/amp/13910205001320. {{استشهاد ويب}}: |url= بحاجة لعنوان (مساعدة) والوسيط |title= غير موجود أو فارغ (من ويكي بيانات) (مساعدة)
6. 1 2   http://www.khorasannews.com/News.aspx?type=1&year=1390&month=11&day=3&id=1408004. {{استشهاد ويب}}: |url= بحاجة لعنوان (مساعدة) والوسيط |title= غير موجود أو فارغ (من ويكي بيانات) (مساعدة)
7. 1 2   https://maribor.si/mestna-obcina/zupan/kabinet-zupana/mednarodno-in-medmestno-sodelovanje/prijateljska-in-partnerska-mesta/. {{استشهاد ويب}}: |url= بحاجة لعنوان (مساعدة) والوسيط |title= غير موجود أو فارغ (من ويكي بيانات) (مساعدة)
8. ↑  Iran’s Cultural Heritage News Agency (CHN), http://www.chnpress.com/tourism/Attractions/mazandaran نسخة محفوظة 14 يوليو 2020 على موقع واي باك مشين.
9. ↑  Shahnameh/Book of Kings by Abu'L Ferdawsi, edited by Dr. jalal Khaleghi-Motlagh  نسخة محفوظة 01 ديسمبر 2017 على موقع واي باك مشين.
10. ↑  Persien: Das Land und seine Bewohner : ethnograph. Schilderungen
2 Teile in 1 Bd, by Jakob Eduard Polak, (Olms, 1976)
11. ↑  "Download Limit Exceeded". citeseerx.ist.psu.edu. مؤرشف من الأصل في 2017-12-04. اطلع عليه بتاريخ 2017-12-03.
12. ↑  زبان تبری tabari نسخة محفوظة 11 أكتوبر 2017 على موقع واي باك مشين.
13. ↑  "Concomitant Replacement of Language and mtDNA in South Caspian Populations of Iran". Current Biology. ج. 16: 668–673. DOI:10.1016/j.cub.2006.02.021. مؤرشف من الأصل في 2019-03-25. اطلع عليه بتاريخ 2014-04-04.

- ساري، فان المدينة الجميلة، المؤلف : علي حسام، سنه : 2006، 23965 ساري الانتخابات المكتبة